# Georgi Lucki
Georgi Lucki (Ucrânia, 1935 – São Paulo, 11 de maio de 2007) foi um professor de física, especialista na área de danos de irradiação nuclear. Lecionou na Universidade de São Paulo (USP).
O físico foi baleado em frente de sua casa na zona oeste de São Paulo durante um assalto e veio a falecer.